# Tascina metallica
Tascina metallica är en fjärilsart som beskrevs av Arnold Pagenstecher 1890. Tascina metallica ingår i släktet Tascina och familjen Castniidae. Inga underarter finns listade i Catalogue of Life.